# 溫卓妍
溫卓妍（英語：Jarita Wan，1986年11月3日—），葡萄牙籍香港音樂劇女演員。

## 背景
溫卓妍生于香港，中学就讀聖保祿中學，十五歲考取香港跆拳道協會黑帶一段。2008年畢業於香港中文大學音樂系，主修鋼琴及聲樂，获英國皇家音樂學院鋼琴演奏文憑及聲樂文憑。2009年通过演戲家族音樂劇《一屋寶貝》公開遴選成为女主角，未受正规戲劇訓練的她凭此剧获评「一鳴驚人」。2013年取得香港大學英文系碩士学位，主修英語創意寫作，研習編劇与短篇小說创作。
《一屋寶貝》为其出道作品，於第二十屆香港舞台劇獎获選二十年來「最入心劇目」，七年內於中国大陆、香港、澳门地区八度重演，含香港小交響樂團音樂會版及Decca Records发行的原声专辑。
2019年推出首部原創音樂劇《夜鶯》，身兼編劇、作曲、填詞及主演，入围第29屆香港舞台劇獎「最佳女主角（喜/鬧劇）」与「最佳原創音樂（音樂劇）」两项提名，成为香港首位同時獲表演与音樂創作提名的藝術家。《南華早報》称其歌声“Beguiling Voice”。

## 舞台作品
主演作品：
- Theatre Hikari《You Alright? 你話呢!?》喜劇小品讀劇演出（2025）-創作演員、歌手及樂手
- 東區文化節 × Ponte Singers & Orchestra《城東舊事》音樂劇音樂會（2021）-飾秋萍
- Ponte Singers & Orchestra《音樂劇之夜》（2019）-飾Éponine
- 香港國際綜藝合家歡2019 x 唯獨舞台音樂劇《夜鶯》（2019） -飾小夜鶯
- 西九文化區 x 香港話劇團音樂劇《大狀王》(預演)（2019）-飾楊秀秀
- 香港藝術節青年之友音樂劇場《弦途的聲音》-飾Jarita（2019）
- iStage音樂劇《走音大聯萌》-飾Sophia（2018）
- 演戲家族音樂劇《一水南天》（2017）-飾方玟
- 香港國際綜藝合家歡2017 x 香港音樂劇藝術學院音樂劇《見習魔女花咩啦》（2017）﹣飾花咩啦
- 唯獨舞台音樂劇《快樂王子》重演（2017）﹣飾小燕子
- iStage音樂劇《Dの殺人事件》-飾啤利喇（2017）
- 演戲家族音樂劇《愛情漫曼谷》重演（2016）-飾女演員
- 演戲家族音樂劇《仲夏夜之夢》-飾Puck（2016）
- 香港小交響樂團 x 演戲家族《一屋寶貝音樂廳》(2016) -飾小雨 [3]
- 演戲家族音樂劇《愛情漫曼谷》（2015）-飾女演員
- 演戲家族音樂劇《天堂之後》（2015）﹣飾夏丹
- 澳門文化中心音樂劇《我要高八度》（2014）﹣飾Nautica
- 香港小交響樂團 x 演戲家族《一屋寶貝音樂廳》(2014) -飾小雨
- 騎士創作舞台劇《我的天才科學家爸爸》（2014）﹣飾Annie, 並編寫主題曲《Nothing's gonna change my love for you dad》[4]
- 唯獨舞台音樂劇《DOGS》（2014）﹣飾Dr. Wan
- 唯獨舞台音樂劇《快樂王子》（2014）﹣飾小燕子[5]
- 澳門友人創作外百老匯音樂劇《夢幻愛程》（The Fantasticks）（2013）﹣飾Louisa
- 演戲家族圍讀音樂劇《穿Kenzo的女人》（2013）﹣飾Mimi
- Theatre Noir音樂劇《動物農莊》重演(2013) -飾Mollie
- 演戲家族音樂劇《一屋寶貝》最終回（2012）﹣飾小雨
- 演戲家族音樂劇《一屋寶貝》三演（2011）﹣飾小雨
- 演戲家族音樂劇《一屋寶貝》重演（2010）﹣飾小雨
- Theatre Noir音樂劇《動物農莊》(2010) -飾Mollie
- 演戲家族音樂劇《一屋寶貝》（2009）﹣飾小雨

音樂會及其他演出作品：
- Ponte London Orchestra《The Path We Tread》香港電影主題曲音樂會（2023）-歌手
- 香港藝術節×班貝格交響樂團(Bamberger Symphoniker)《Das Klein Ich Bin Ich》音樂會（2022）-說書人
- 康文署《我們的音樂劇Reimagined》音樂會(2021) -演唱
- 香港話劇團《粵譯粵填粵過癮》填詞工作坊(2019) -客席嘉賓及演唱
- 香港小交響樂團《高世章的神奇電影畫布》音樂會 (2018) -演唱
- 國際綜藝合家歡《搵呢搵路毛毛蟲》音樂工作坊（2018）-創作演員
- 香港小交響樂團《麥兜．音樂廳裏的圖畫》音樂會 (2017) -特邀演出
- 劉美君《千色》演唱會（2017）-和音
- 香港中文大學合唱團《演戲家族的合唱故事》(2016) -獨白及主唱
- Frankie Ho & Friends《Women, Love and Life - A Cabaret》（2016）
- 趙增熹x香港管弦樂團《迪士尼90週年音樂會》(2014) -和音
- Frankie Ho & Friends《Listen - A Cabaret》（2013）
- 演戲家族音樂劇《美麗的一天》（2013）﹣飾秋英
- 《迪士尼奇幻音樂之旅：唱響東莞》-和音
- 愛心力量喜劇《慌失失劇團》（2011）﹣飾Peggy
- 林澤群實現劇場《One Night in Falsettoland Carbaret》（2011）﹣飾Cordelia
- 康樂及文化事務署《羅乃新友人音樂會II》(2010) ﹣演員及講師

創作作品：
- Theatre Hikari《You Alright? 你話呢!?》喜劇小品讀劇演出（2025）-編劇及曲詞
- 小花寶寶音樂《Baby Jazz 2.0》音樂會（2025）-編劇及填詞
- 東九文化中心《TWINKLE新奇世界音樂會》（2024）-文本創作
- 香港中樂團×香港國際綜藝合家歡《四餸一湯》音樂會＜開飯喇！＞及＜庖廚樂＞（2023）-劇本改編及文本修改
- 一舖清唱×香港國際綜藝合家歡《向黑森林琴行前進吧！》阿卡貝拉音樂劇場（2023）-編劇及填詞
- 東區文化節×大地之聲音樂及藝術基金會《見海遊記》音樂劇（2023）-編劇及填詞
- 花好音樂《寶寶世界音樂》爵士音樂會（2023）-編劇
- 一舖清唱《一舖兩劇》阿卡貝拉音樂劇場＜GMT+8>（2022）-編劇
- 香港藝術節×班貝格交響樂團(Bamberger Symphoniker)《Das Klein Ich Bin Ich》音樂會（2022）-詩詞翻譯
- 香港藝術節青年之友《E=mc2》音樂劇場(2021) -填詞
- 香港國際綜藝合家歡2019 x 唯獨舞台音樂劇《夜鶯》（2019）-編劇、作曲、填詞及音樂總監
- 中英劇團戲劇《備忘錄》(Memorandum)（2018）-翻譯

## 歌唱指導作品
- 唯獨舞台《夜鶯》（2019）
- 唯獨舞台《唯獨祢是王2》（2018）
- 一路青空《魔法豆腐花》（2017）
- 唯獨舞台《快樂王子》（2017，2014）
- 一路青空《馬騮俠》（2016）
- 唯獨舞台《Dogs》（2014）
- Theatre Noir《Animal Farm - The Musical》（2013）
- 中英劇團《夢魅雪夜之真的下雪了》（2012）
- Theatre Noir百老匯音樂劇《13》（2011）

## 發行作品
- Decca RecordsX高世章X岑偉宗X葉詠詩X香港小交響樂團《一屋寶貝音樂廳》原聲大碟(2018) - 主唱
- 流行女子組合Eternity Girls單曲《不說話》(2009) - 填詞，現為香港作曲家及作詞家協會成員
- Sky Music《風車跟雪橇》（2011）（宮崎駿作品《天空之城》粵語主題曲）﹣主唱[6]

## 電視作品
- 南方電視台TVS1電視劇《總有出頭天》第四季（2013 - 2014）－飾戴茂玲(毛毛) [7]

## 電影作品
- 《喜歡妳是妳》電影主題曲《My Dear Best Friend》（2021）-作詞
- 《捉妖記》電影粵語插曲《桃花源》（2015）-主唱

## 配音作品
- 《星夢動物園2》(2022) - 聲演Ash
- 《Lego英雄傳2》(2019) - 聲演Lucy
- 《無敵破壞王2：打爆互聯網》(2018) - 聲演有待確認
- 《神探福爾摩侏》(2018) - 聲演茱麗葉
- 《星夢動物園》(2016) - 聲演Ash
- 《冰河世紀：隕石撞地球》(2016) - 聲演Peaches
- 《仙履奇緣 (2015年電影)》(2015) - 聲演Cinderella
- 《Lego英雄傳》(2014) - 聲演Lucy
- 《藍精靈2》(2013) - 聲演Vexy
- 《冰河世紀4：玩轉新大陸》(2012) - 聲演Peaches
- 《魔鏡·魔鏡：白雪公主決戰黑心皇后》(2012)  - 聲演Snow White
- 《綠野仙生》(2012)  - 聲演Audrey

## 廣告作品
- 黑人牙膏 《Darlie刷刷歌》廣告歌（2018-2019）-填詞及主唱
- Hallmark Flowers《Love is Always There》廣告歌（2018）-填詞
- 善存《維繫愛》廣告（2017）-主演
- Merci 朱古力《新娘篇》廣告歌（2015）-主唱[8]
- Trolli 軟糖廣告歌（2015）-主唱

## 藝術教育
2015年創立劇團 Theatre Hikari，开展本地演藝工作坊，并為學校及團體制作英語、粵語音樂劇，同时担任巴塞隆拿Actor's Workshop Spain客席聲樂導師。

## 外部連結
- 溫卓妍 Jarita - Artist's Page
- Nightingale Artiste 音樂教育 （页面存档备份，存于）
- 光之劇場 Theatre Hikari （页面存档备份，存于）